# Росс, Джерилин
Джерилин Росс (англ. Jerilyn Ross, 20 декабря 1946 — 7 января 2010) — американский психотерапевт, эксперт по фобиям и активистка в области психического здоровья. Бенедикт Кэри из New York Times описал её как «одну из самых заметных и эффективных защитников прав людей с проблемами психического здоровья в стране». 
Росс родилась в Бронксе и окончила Университет штата Нью-Йорк в Кортленде в 1968 году. Затем она работала учителем математики в начальной школе в Нью-Йорке, а в 1975 году получила степень магистра психологии в Новой школе. В 1980 году она стала соучредителем Американской ассоциации по борьбе с тревогой и депрессией совместно с Робертом Дюпоном, до этого работая в его психиатрической практике. С тех пор и до самой смерти она была директором ассоциации.
С 1987 по 1992 год она вела собственное еженедельное радиошоу на WRC, где её называли «леди-фобия». В передаче она давала советы звонившим, которые страдали фобией определённого предмета; особенно часто она получала жалобы на то, что звонившие боялись проезжать по мосту через Чесапикский залив в Мэриленде.
Она умерла 7 января 2010 года от рака в возрасте 63 лет.

## Книги
- Triumph Over Fear (соавт. с Розалин Картер) (Bantam[англ.], 1994)
- One Less Thing to Worry About (соавт. с Робин Кантор-Кук) (Ballantine[англ.], 2009)